# Steinbrechgewächse
Die Steinbrechgewächse (Saxifragaceae) sind eine Pflanzenfamilie in der Ordnung der Steinbrechartigen (Saxifragales) innerhalb der Bedecktsamigen Pflanzen (Magnoliopsida).

## Beschreibung

### Vegetative Merkmale
Es sind ein-, zweijährige bis ausdauernde krautige Pflanzen. Sie können Rhizome oder Stolonen ausbilden. Einige Arten sind sukkulent. CAM wurde bei einigen Arten nachgewiesen.
Die Laubblätter sind meistens wechselständig, bei Chrysosplenium, Lithophragma, Mitella, einigen Saxifraga gegenständig, meist in grundständigen Rosetten oder manchmal am Stängel verteilt angeordnet. Es kann ein Blattstiel vorhanden sein. Die Blattspreite ist meist einfach oder selten bei in Astilbe, Lithophragma, Tiarella zusammengesetzt. Der Blattrand ist glatt, gebuchtet, gesägt, gezähnt, bewimpert oder drüsig-bewimpert. Nebenblätter sind vorhanden oder fehlen.

### Generative Merkmale
Die Blüten stehen einzeln oder zu zweit bis 300 (selten bis zu über 1000) in endständigen, einfachen oder zusammengesetzten, meist traubigen, rispigen oder zymösen in Blütenständen zusammen. Es können Hochblätter vorhanden sein.
Die fünfzähligen und meist radiärsymmetrischen Blüten sind zwittrigen oder selten bei einigen Astilbe-Arten und Saxifraga-Arten eingeschlechtig. Viele Saxifraga-Arten besitzen zygomorphe Blüten. Der Blütenbecher (Hypanthium) ist frei oder mehr oder weniger mit dem Fruchtknoten verwachsen. Es sind meist fünf (vier bis sechs) freie Kelchblätter und meist fünf (vier bis sechs) freie Kronblätter vorhanden, die gelappt oder ungelappt sein können. Meistens sind ein oder zwei Kreise mit je fünf fertilen Staubblättern vorhanden, es können insgesamt zwei bis zehn sein. Aber bei der Gattung Milzkraut (Chrysosplenium) sind die Blüten vierzählig mit nur einem Blütenhüllblattkreis und zwei Kreisen mit je vier Staubblättern. Die meist zwei oder seltener drei ober- bis unterständigen Fruchtblätter sind unten verwachsen und oben frei. Die meist drei, selten zwei Griffel sind frei und kürzer als der Fruchtknoten. Die meisten Saxifragaceae sind homostyl, außer bei den heterostylen Jepsonia.
Die Blütenformel lautet: {\displaystyle \star \;K_{5}\;C_{5}\;A_{5+5}} oder {\displaystyle A_{5}\;G_{{\underline {(2)-2}}-{\underline {(3)-3}}}} oder {\displaystyle G_{{\overline {(2)-2}}-{\overline {(3)-3}}}}
Die Kapselfrüchte oder Balgfrüchte enthalten zwei bis zweihundert Samen. Die winzigen bis kleinen Samen enthalten ölhaltiges Endosperm und einen kleinen, geraden Embryo.

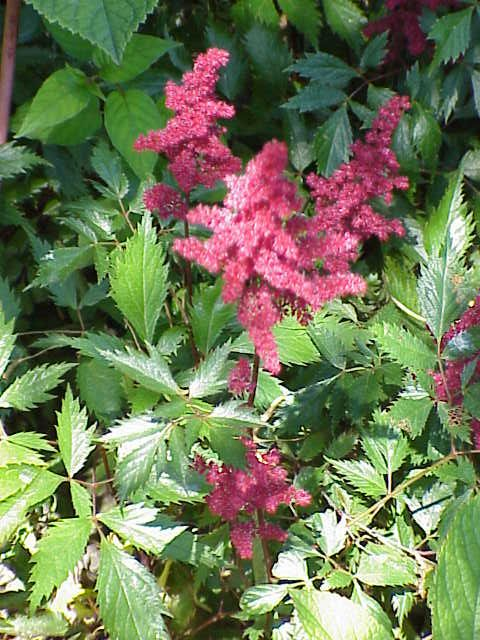
Zusammengesetzte Laubblätter und Blütenstand einer Prachtspiere (Astilbe arendsii)

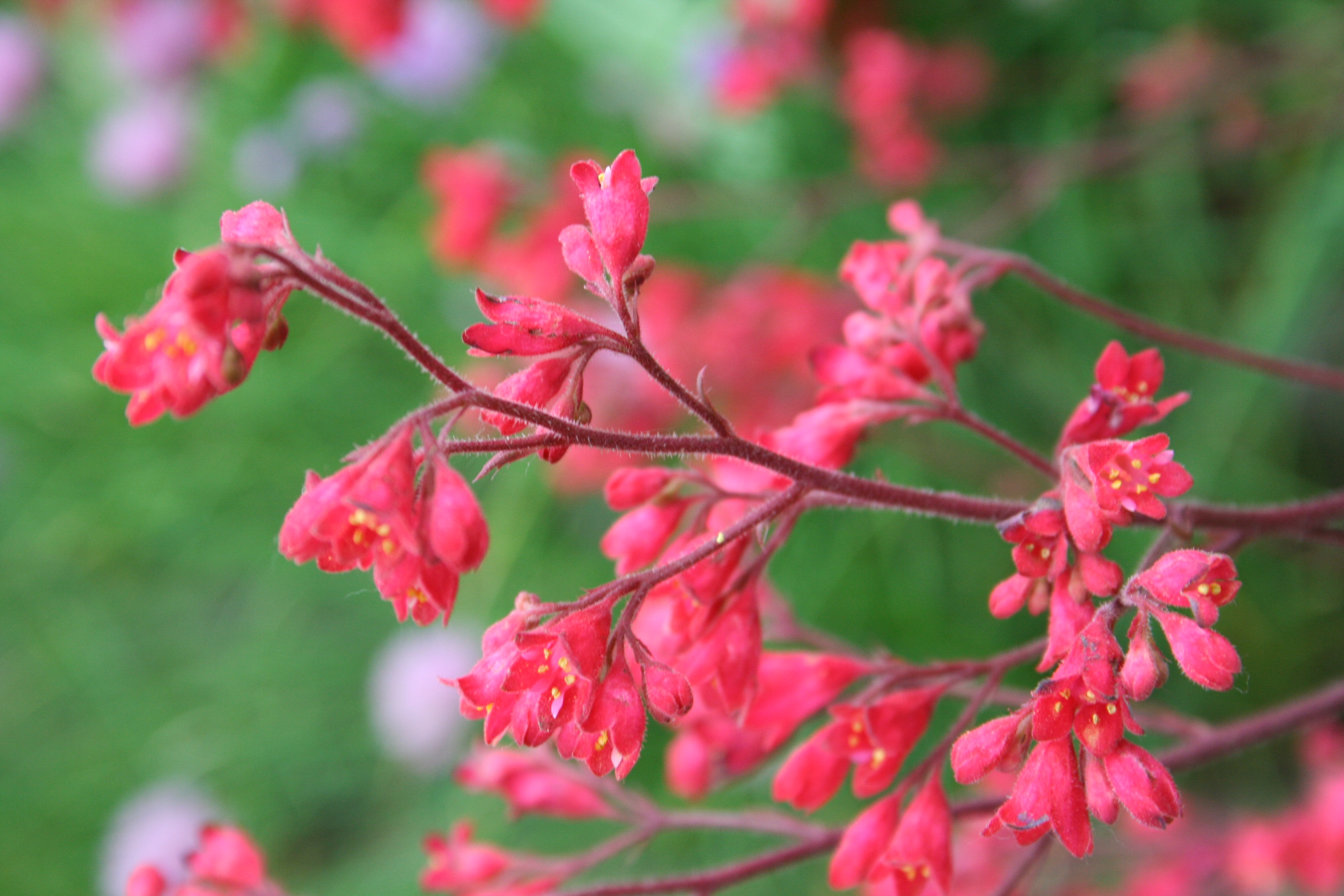
Ausschnitte eines Blütenstandes eines Purpurglöckchens (Heuchera × brizoides)

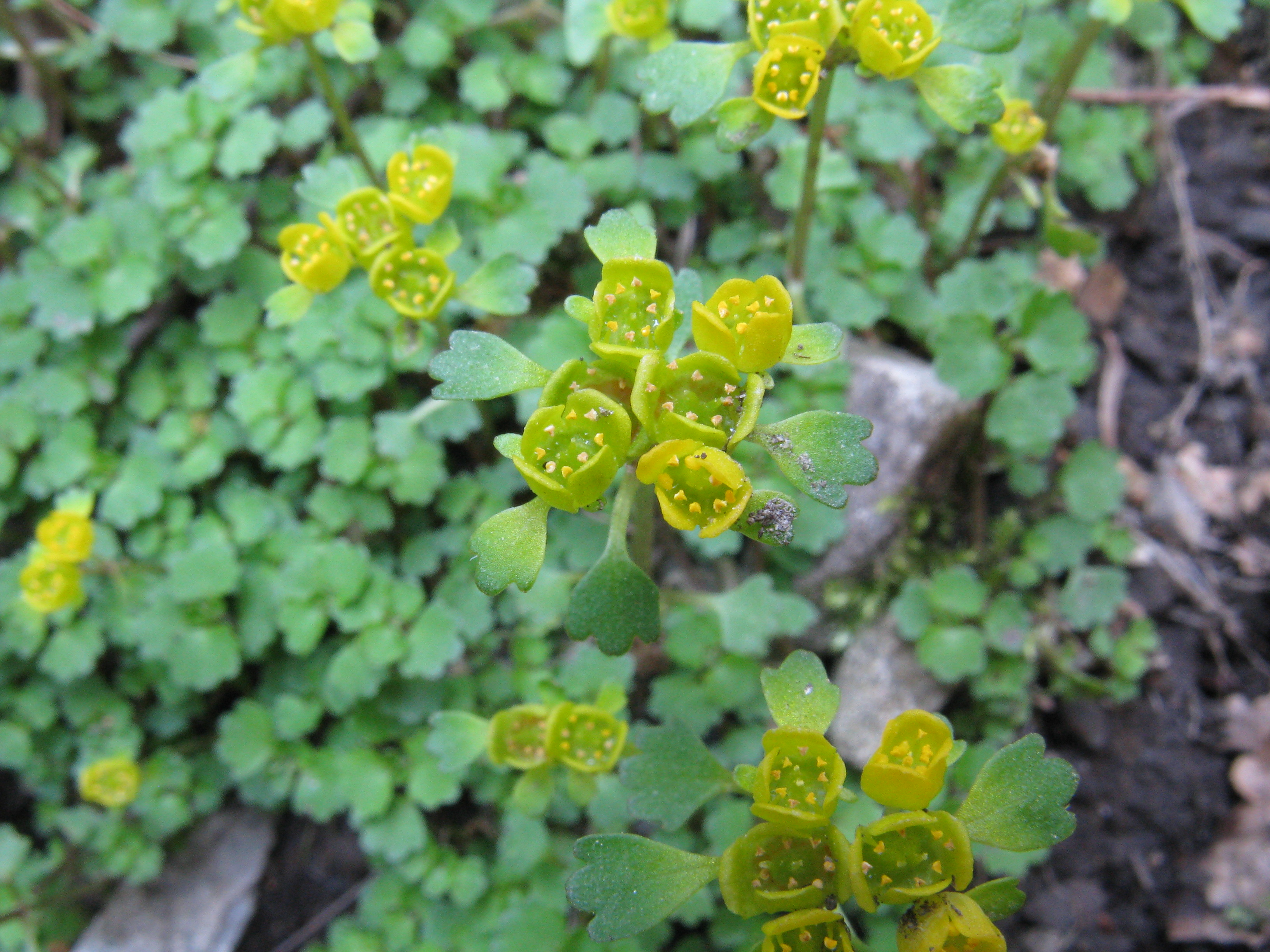
Die vierzähligen Blüten von Chrysosplenium pilosum var. sphaerospermum

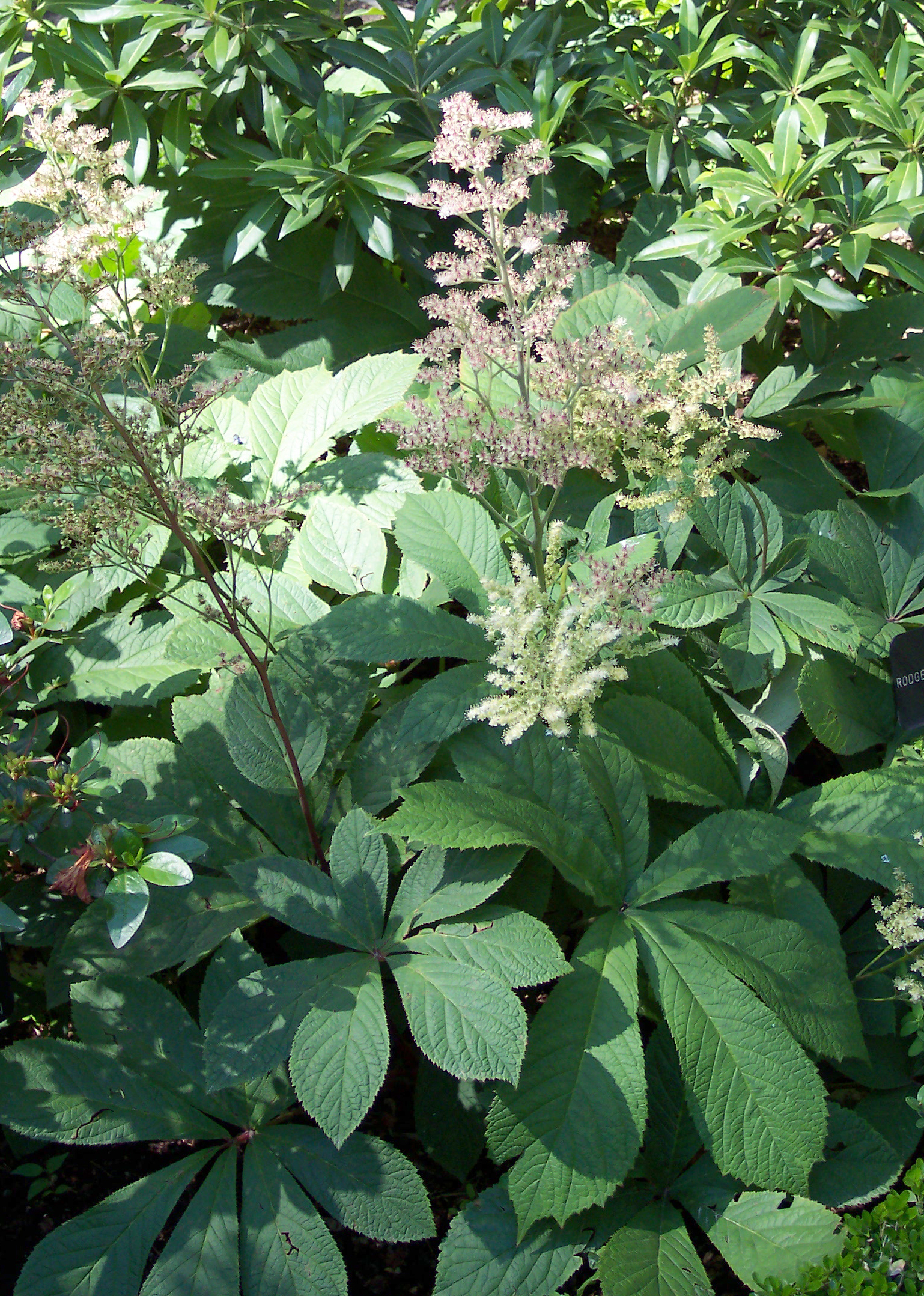
Habitus, zusammengesetzte Laubblätter und Blütenstand des Kastanienblättrigen Schaublattes (Rodgersia aesculifolia)

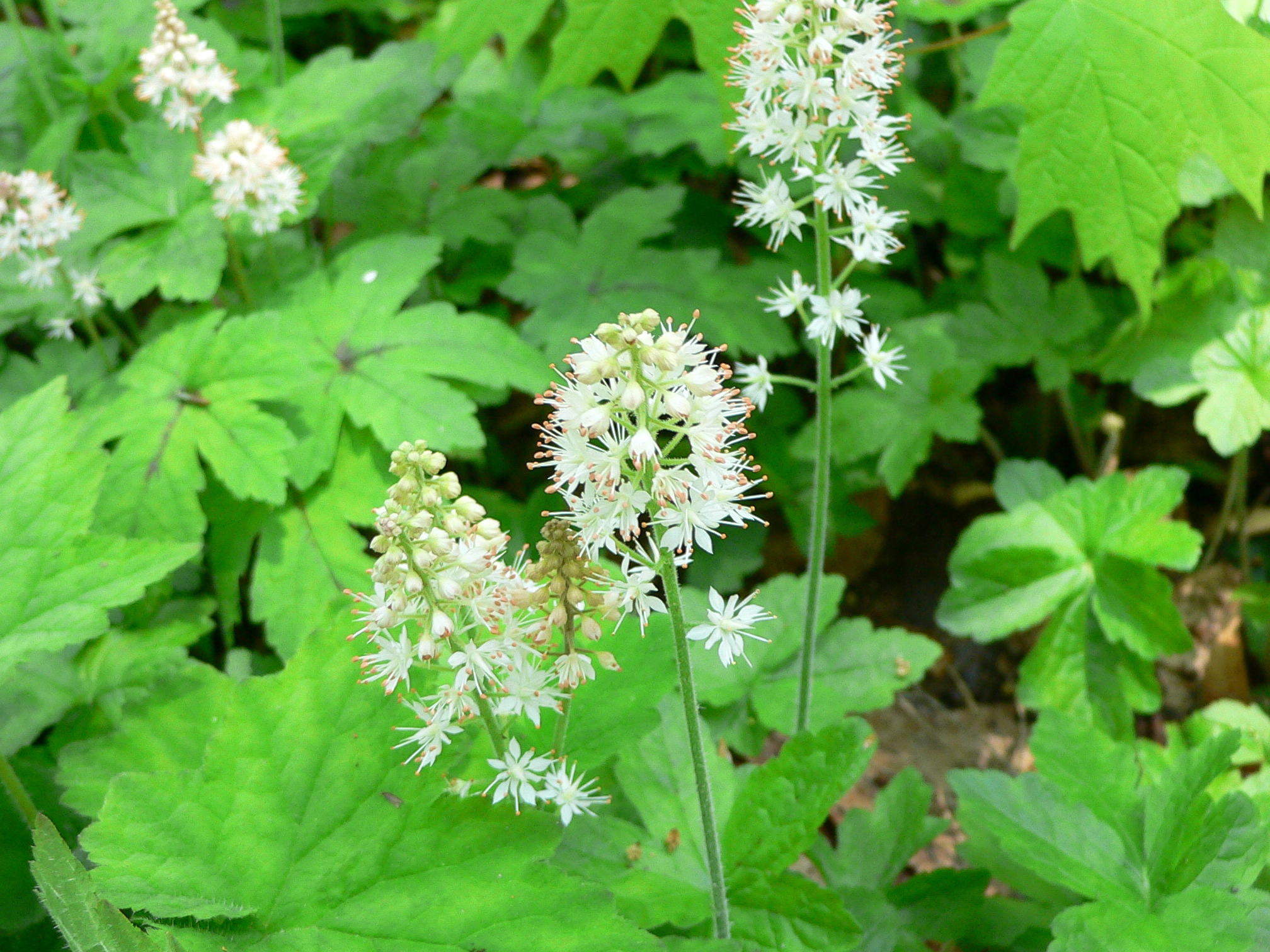
Herzblättrige Schaumblüte (Tiarella cordifolia)

## Systematik und Verbreitung
Die Familie der Saxifragaceae wurde 1789 unter dem Namen „Saxifragae“ von Antoine Laurent de Jussieu in Genera Plantarum, S. 308 aufgestellt. Typusgattung ist Saxifraga L. Molekulargenetische Untersuchungen führten dazu, dass einige Gattungen, die beispielsweise noch bei Soltis & Soltis 1997 hier eingeordnet waren, in anderen Familien eingeordnet sind. Ebenfalls führten die Forschungsergebnisse im 21. Jahrhundert dazu, dass einige Gattungen geteilt, erweitert oder neu aufgestellt wurden. Dies ist noch nicht abgeschlossen und teilweise noch in Diskussion.
Die Arten der Familie der Saxifragaceae kommen in den gemäßigten Klimazonen, insbesondere auf der Nordhalbkugel vor. In Nordamerika kommen 23 Gattungen mit etwa 158 Arten vor. In Mitteleuropa ist diese Familie durch die Gattungen Milzkraut (Chrysosplenium) und Steinbrech (Saxifraga) vertreten.
Die Familie der Saxifragaceae enthält 33 bis 38 Gattungen mit 540 bis 600 Arten:
- Prachtspieren (Astilbe Buch.-Ham. ex G.Don): Die etwa 18 Arten sind in Ostasien und Nordamerika verbreitet.
- Astilboides (Hemsl.) Engl.: Sie enthält nur eine Art:
  - Tafelblatt (Astilboides tabularis (Hemsl.) Engl.): Sie kommt im nördlichen China vor.
- Bensoniella C.V.Morton: Sie enthält nur eine Art:
  - Bensoniella oregona (Abrams & Bacig.) C.V.Morton: Sie gedeiht in Höhenlagen von 1000 bis 1600 Metern in den westlichen US-Bundesstaaten Kalifornien sowie Oregon.[3]
- Bergenien (Bergenia Moench): Die etwa zehn Arten sind in Ostasien verbreitet
- Bolandra A.Gray: Mit nur zwei Arten im westlichen Nordamerika.[3]
- Boykinia Nutt.: Mit etwa neun Arten in Ostasien und Nordamerika
- Milzkräuter (Chrysosplenium L.): Die 55 bis 65 Arten kommen zumeist in Europa, Nordostasien und Nordamerika vor und nur wenigen Arten kommen in Nordafrika und im gemäßigten Südamerika vor.
- Conimitella Rydb.: Sie enthält nur eine Art:
  - Conimitella williamsii (Rydb.) D.C.Eaton: Sie kommt in Alberta, Montana, Idaho und Wyoming vor.[3]
- Darmera Voss: Sie enthält nur eine Art:
  - Schildblatt, Schirmsteinbrech, Indianerrhabarber, Regenschirmpflanze (Darmera peltata (Torr. ex Benth.) Voss, Syn.: Saxifraga peltata Torr., Peltiphyllum peltatum Engl.): Sie kommt in Kalifornien und Oregon vor.[3]
- Elmera Rydb.: Sie enthält nur eine Art:
  - Elmera racemosa (S.Wats.) Rydb.: in British Columbia, Oregon und Washington.[3]
- Purpurglöckchen (Heuchera L.): Die 35 bis 50 Arten kommen in Nordamerika vor.[3]
- × Heucherella Wehrh. (= Heuchera × Tiarella)
- Jepsonia Small: Die nur etwa drei Arten kommen in Kalifornien und im nordwestlichen Mexiko vor.[3]
- Leptarrhena R.Br.: Sie enthält nur eine Art:
  - Leptarrhena pyrolifolia (D.Don) Ser.: im westlichen Nordamerika.[3]
- Lithophragma (Nutt.) Torr. & A.Gray: Mit etwa zwölf Arten im westlichen Nordamerika.[3]
- Micranthes Haworth: Mit 68 bis 93 Arten (wird von den meisten Autoren zur Gattung Steinbrech (Saxifraga) gestellt)
- Mitella L.: Die etwa 20 Arten kommen im westlichen Nordamerika und in Ostasien vor.
- Mukdenia Koidz.: Sie enthält nur eine Art:
  - Ahornblatt (Mukdenia rossii (Oliv.) Koidz.): Es kommt in Nordchina, der Mandschurei und in Korea vor.[4]
- Oresitrophe Bunge: Sie enthält nur eine Art:
  - Oresitrophe rupifraga Bunge: Sie kommt in Hebei, im westlichen Liaoning und im östlichen Shanxi in Höhenlagen von 600 bis 2100 Metern Meereshöhe vor.[4]
- Peltoboykinia (Engl.) H.Hara: Mit nur zwei Arten in Japan und China.[4]
- Schaublätter (Rodgersia A.Gray): Mit etwa fünf Arten in Nepal und in Ostasien.[4]
- Steinbrech (Saxifraga L.): Mit etwa 370 bis 450 Arten.
- Saxifragella Engl.: Sie enthält nur eine Art:
  - Saxifragella bicuspidata (Hook. f.) Engl.: Im antarktischen Südamerika
- Saxifragodes D.M.Moore: Sie enthält nur eine Art:
  - Saxifragodes albowiana (Kurtz) D.M.Moore: Feuerland
- Saxifragopsis Small: Sie enthält nur eine Art:
  - Saxifragopsis fragarioides (Greene) Small: in Kalifornien, Oregon und Washington.[3]
- Suksdorfia A.Gray: Etwa zwei Arten kommen im westlichen Nordamerika und eine Art in Südamerika.[3]
- Sullivantia Torr. & A.Gray: Die etwa fünf Arten kommen in den Vereinigten Staaten vor.[3]
- Tanakaea Franch. & Sav.: Sie enthält nur eine Art:
  - Tanakaea radicans Franch. & Sav.: Sie kommt in Japan und im südlichen Sichuan vor.[4]
- Tellima R.Br.: Sie enthält nur eine Art:
  - Falsche Alraunenwurzel (Tellima grandiflora R.Br.): im westlichen Nordamerika.[3]
- Schaumblüten (Tiarella L.): Die sechs Arten kommen in Nordamerika und Ostasien vor.
- Tolmiea Torr. & A.Gray: Die nur zwei Arten kommen im westlichen Nordamerika vor.[3], darunter:
  - Henne mit Küken (Tolmiea menziesii Torr. & A.Gray)